# Dicymbe fraterna
Dicymbe fraterna är en ärtväxtart som beskrevs av John Macqueen Cowan. Dicymbe fraterna ingår i släktet Dicymbe och familjen ärtväxter. Inga underarter finns listade i Catalogue of Life.